# ブランドン・オースティン
ブランドン・アンソニー・オースティン（Brandon Anthony Austin, 1999年1月8日 - ）は、イングランド・ヘメル・ヘムステッド出身のサッカー選手。プレミアリーグ・トッテナム・ホットスパーFC所属。イングランド代表。ポジションはGK。

## 経歴
トッテナム・ホットスパーFCのユースチーム出身。2019年にデンマーク・ファーストディビジョンのヴィボーFFへレンタル移籍した後、2021年にはMLSのオーランド・シティSCへレンタル移籍した。2025年1月4日のニューカッスル戦でトップチーム初出場を果たし、同月23日のホッフェンハイム戦でヨーロッパリーグ初出場をした。